# Pembatatu gongo
Pembatatu gongo är en spindelart som beskrevs av Griswold 200. Pembatatu gongo ingår i släktet Pembatatu och familjen Cyatholipidae.
Artens utbredningsområde är Kenya. Inga underarter finns listade i Catalogue of Life.